# Всё что угодно ради любви
«Всё что угодно ради любви» (англ. Anything for Love) — молодёжный комедийный фильм 1993 года, снятый режиссёром Майклом Койшем по сценарию Рауля Фернандеза. В главных ролях Кори Хэйм и Николь Эггерт. Фильм также известен под названием «Просто одна из девчонок» (англ. Just One of the Girls).

## Сюжет
После летних каникул шестнадцатилетний Крис (Кори Хэйм) поступает в новую школу. Как новичка, его постоянно бьют старшеклассники. Он просит отца научить его драться, но это не помогает. Тогда он решает переодеваться девушкой каждый раз перед приходом в школу, чтобы избежать драки. Изначально он стремится переодеваться только чтобы попасть в школу, но затем ему начинает нравиться притворяться девушкой. Хотя это вызывает много проблем — Крис знакомится с девушкой Мари (Николь Эггерт) и влюбляется в неё, а в него самого в образе девушки влюбляется парень по имени Курт, брат Мари.

## В ролях
- Кори Хейм — Крис Колдер/ Крисси Колдер
- Николь Эггерт — Мари Старк
- Кэмерон Банкрофт — Курт Старк
- Йоханна Ньюмарч — Джули Колдер
- Кевин МакНалти — Лоис Колдер
- Венди ван Ризен — Норма Колдер
- Гейб Коут — Дэн Холмс
- Лохлин Манро — Джон
- Рейчел Хейворд — Соня Глатт
- Молли Паркер — Линн
- Шейн Келли — Джо
- Мэттью Беннетт — Фрэнк
- Аланис Моррисетт — Аланис